# Codex Holmiensis

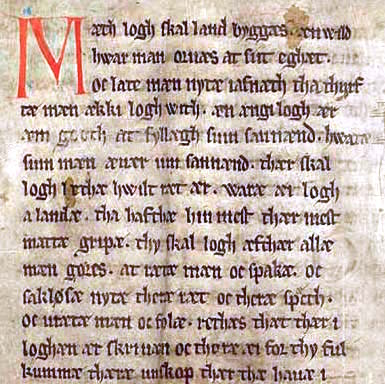
Texte du Codex Holmiensis manuscript.

Codex Holmiensis est le manuscrit contenant le Code de Jutland ou Loi de Jutland, codifié sous Valdemar II de Danemark et représente l'un des plus vieux textes de loi du Danemark. 
Cette loi couvre les îles de Funen et Jutland jusqu'au fleuve Eider. Le roi ne signa pas cette loi sur l'île de Jutland mais au château de Vordingborg en 1241.
Ce texte de loi reste valable jusqu'en 1683, alors remplacé par le droit danois initié par Christian V de Danemark. Cependant, le code continue à être appliqué au nord de l'Eider dans le Schleswig et en partie dans le Reich allemand jusqu'en 1900 avec la mise en place du Bürgerliches Gesetzbuch.